# 극락조화
극락조화(極樂鳥花, Strelitzia reginae)는 남아프리카가 원산지인 속씨식물이다.
뉴기니아와 오스트레일리아에 서식하는 새인 극락조가 있는데 그 새를 닮아서 극락조화라고 불리게 되었다.

## 갤러리

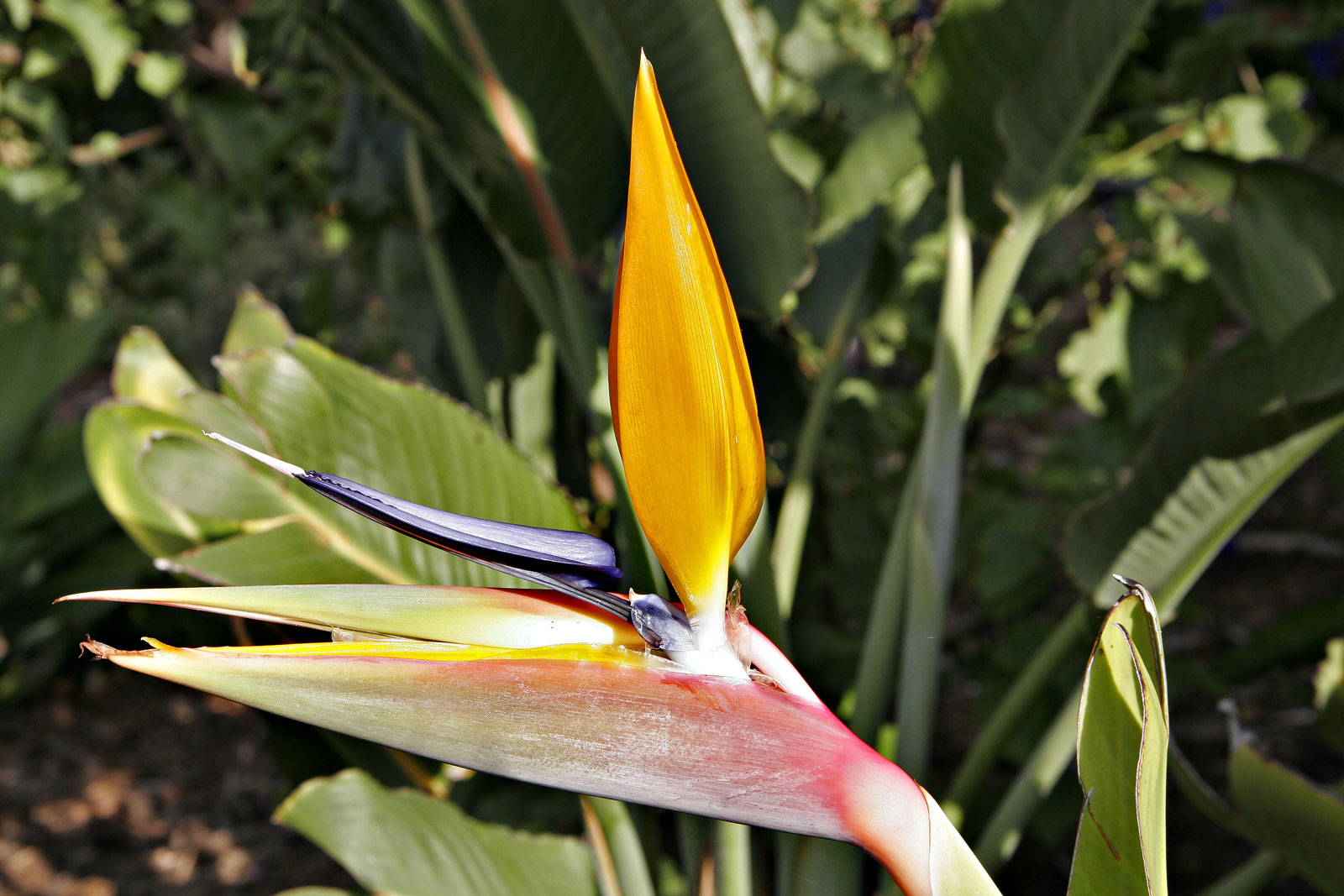
멜버른 식물원의 극락조화
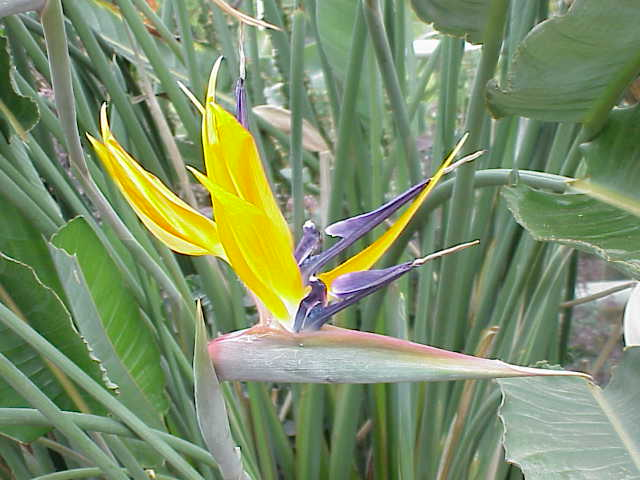
Strelitzia reginae var. citrina Hort
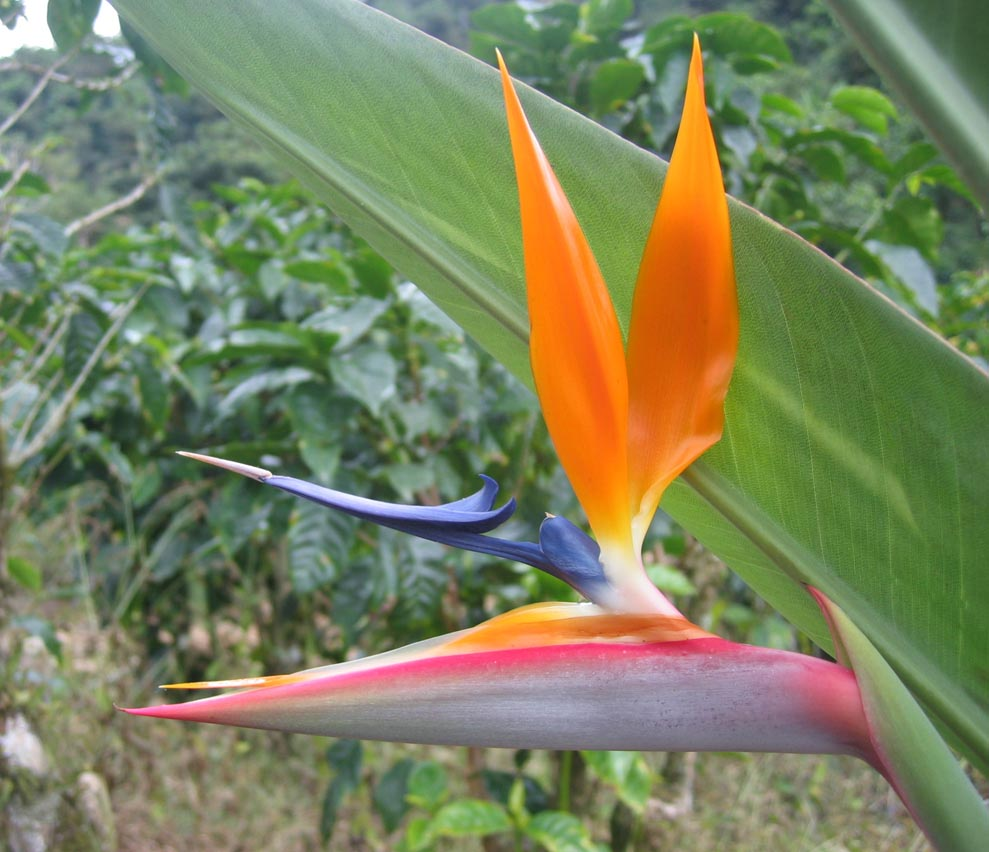
코스타리카, 오로시 근처
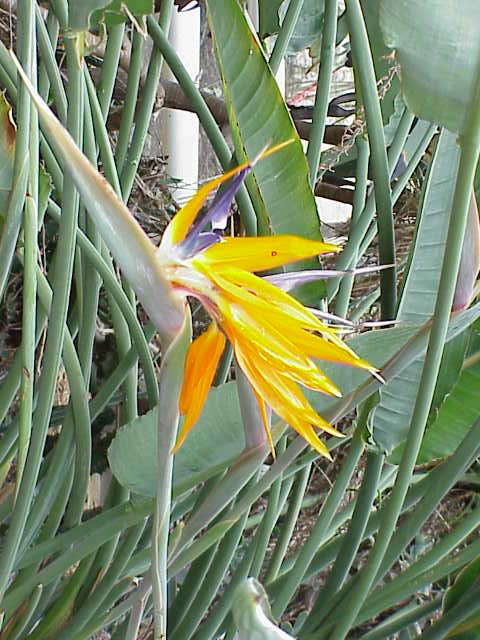
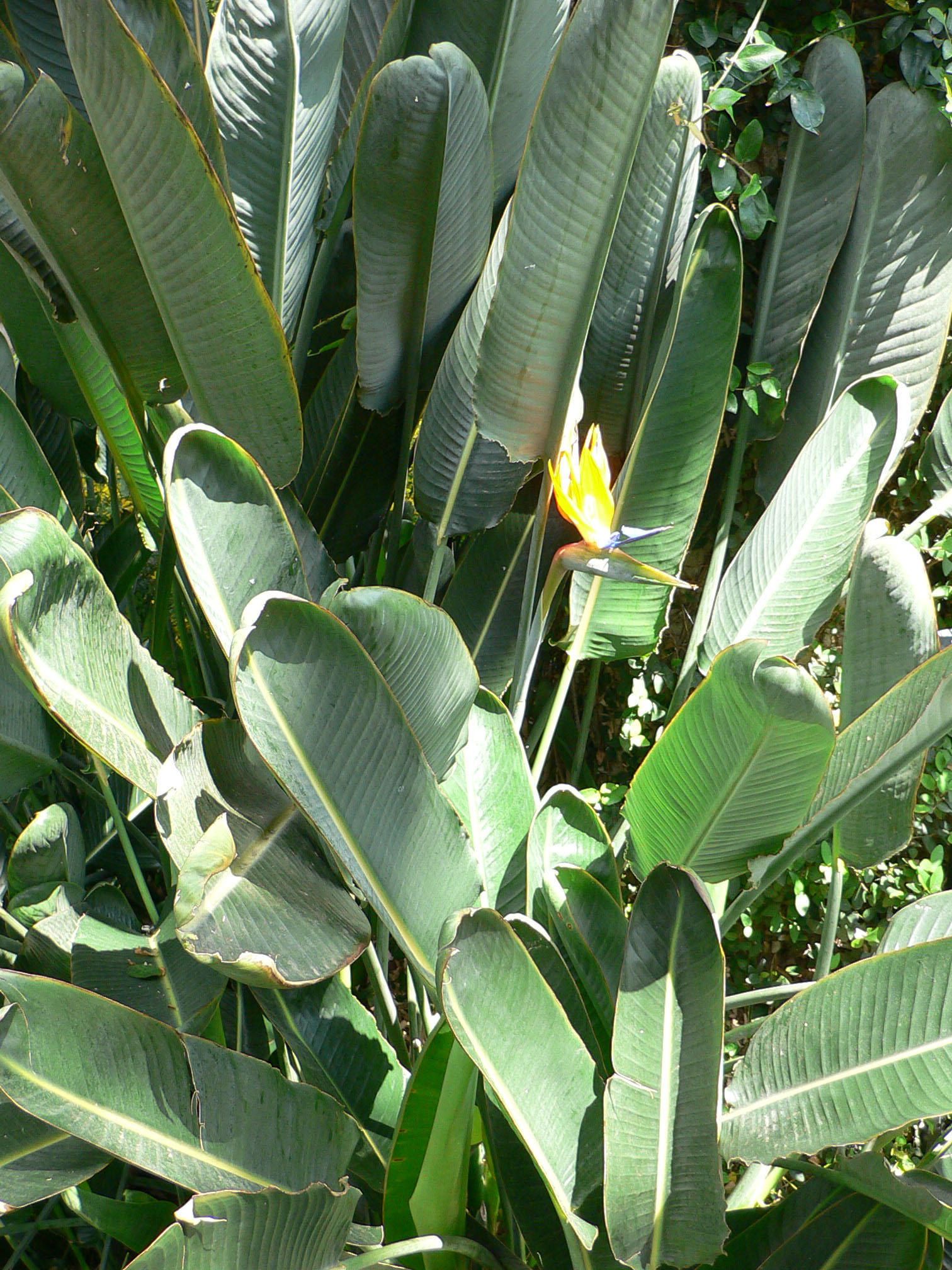
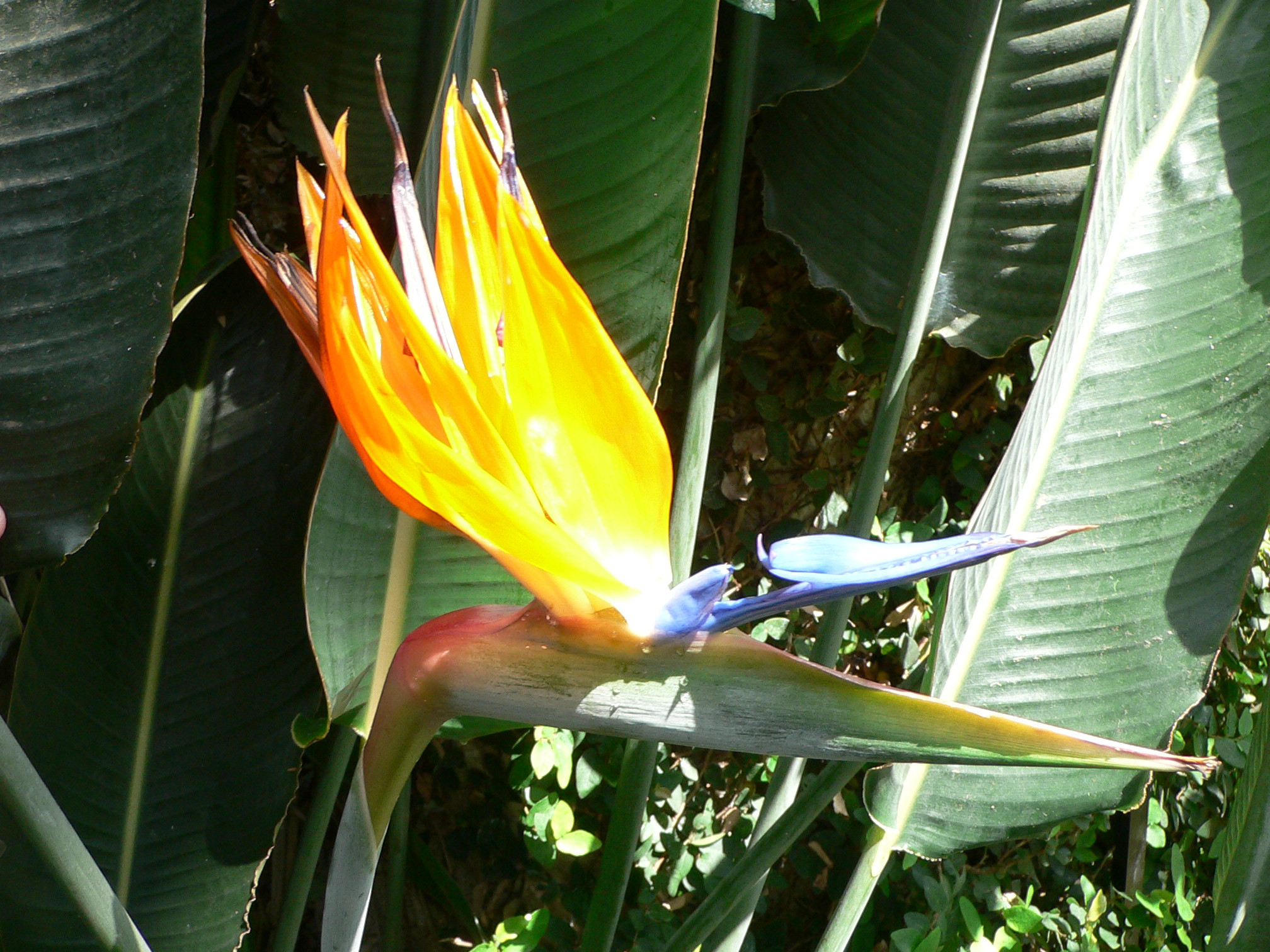
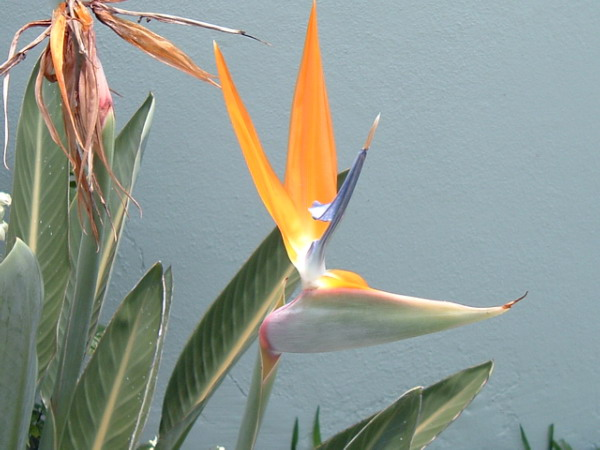
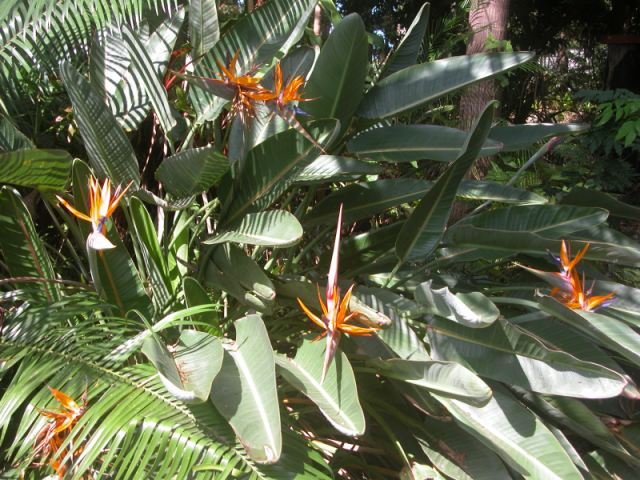
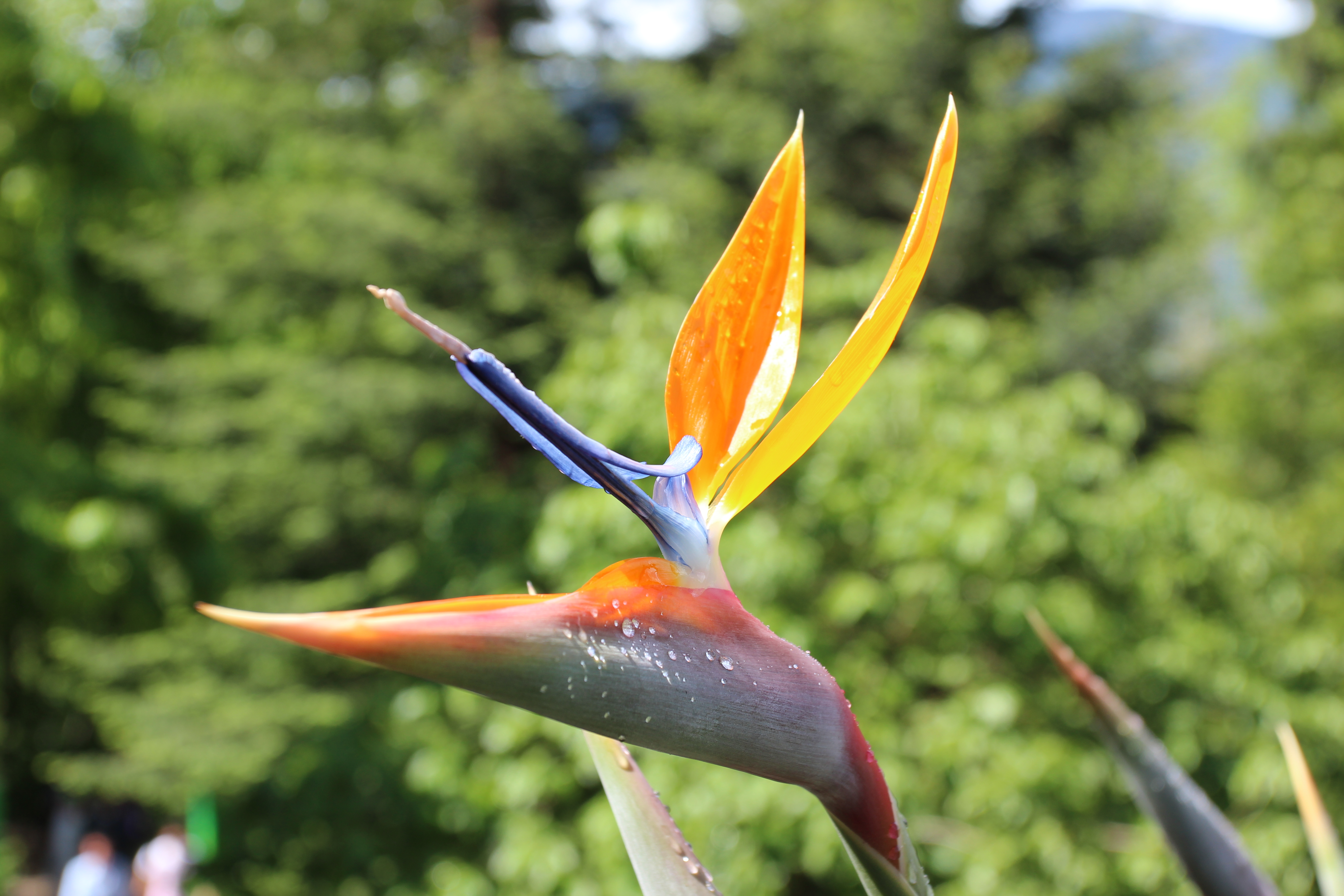